# Evelyne Dirren
Evelyne Dirren (ur. 29 lipca 1956 w Schönried) – szwajcarska narciarka alpejska.

## Kariera
W zawodach Pucharu Świata zadebiutowała 24 stycznia 1974 roku w Badgastein, gdzie zajęła 22. miejsce w slalomie. Pierwsze punkty wywalczyła 7 grudnia 1977 roku w Val d’Isère, gdzie zajęła ósme miejsce w zjeździe. Na podium zawodów tego cyklu jedyny raz stanęła 9 grudnia 1978 roku w Piancavallo, kończąc rywalizację w zjeździe na trzeciej pozycji. W zawodach tych rozdzieliła Austriaczkę Annemarie Moser-Pröll i swą rodaczkę, Doris de Agostini. W sezonie 1977/1978 zajęła 33. miejsce w klasyfikacji generalnej.
Wystartowała na mistrzostwach świata w Garmisch-Partenkirchen w 1978 roku, gdzie zajęła 13. miejsce w zjeździe. Nigdy nie wystąpiła na igrzyskach olimpijskich.

## Osiągnięcia

### Mistrzostwa świata
| Miejsce | Dzień    | Rok  | Miejscowość            | Konkurencja | Czas biegu | Strata | Zwyciężczyni          |
| ------- | -------- | ---- | ---------------------- | ----------- | ---------- | ------ | --------------------- |
| 13.     | 1 lutego | 1978 | Garmisch-Partenkirchen | Zjazd       | 1:48,31    | +3,54  | Annemarie Moser-Pröll |

### Puchar Świata

#### Miejsca w klasyfikacji generalnej
- sezon 1977/1978: 33.
- sezon 1978/1979: 41.
- sezon 1979/1980: 43.

#### Miejsca na podium
1. Piancavallo – 9 grudnia 1978 (zjazd) – 3. miejsce